# Шевцов, Филипп Тимофеевич
Филипп Тимофеевич Шевцов (1868, д. Забабье Староруднянская волость, Рогачёвский уезд, Могилёвская губерния — после 1909) — член III Государственной думы от Могилёвской губернии. Член фракции прогрессистов и мирнообновленцев.

## Биография
Родился в крестьянской семье. Окончил народное училище, занимался хлебопашеством. Осенью 1907 года избран членом Государственной думы III созыва от Могилёвской губернии.